# Roberto Piva
Roberto Piva (São Paulo, 25 de setembro de 1937 – São Paulo, 3 de julho de 2010) foi um poeta brasileiro.

## Biografia
Oriundo de uma família de fazendeiros do interior de São Paulo, Roberto Piva acabaria rompendo com suas origens (e com a família) ao ir viver na capital, transformando-se numa espécie de "beatnik" exilado. Antes mesmo de estrear na poesia, no início da década de 1960, ele já era conhecido na boemia paulistana por levar uma vida pouco convencional. Conforme dizia, "um poeta experimental precisa ter uma vida experimental" (inclusive, sendo adepto do uso de substâncias alucinógenas). No fim dos anos 1960, quando a homossexualidade ainda era um tema tabu, mesmo em conversas privadas, a informação de que ele se relacionava com outros homens e frequentava locais de encontro de homossexuais em São Paulo, como a Galeria Metrópole, já era praticamente de conhecimento público.
Um de seus amigos, o escritor e cineasta João Silvério Trevisan, recorda uma passagem que ilustra a personalidade iconoclasta de Piva: em 1984, na cerimônia de entrega do Troféu Juca Pato, concedido pela União Brasileira de Escritores ao intelectual do ano, Fernando Henrique Cardoso era o homenageado; Piva irrompeu na cerimônia e bradou: "se ele é o intelectual do ano, então eu sou o intelectual do ânus".
Embora fosse um homem gay, Piva era ideologicamente conservador e avesso a pautas identitárias. Segundo a jornalista Renata D'Elia, que escreveu o livro Os Dentes da Memória sobre o poeta (a quem conheceu), em parceria com Camila Hungria,
A poesia dele pertence a uma outra tradição. Ele era muito próximo de Pasolini, que via com receio essa legitimação do movimento das minorias por meio do sistema. Piva não se interessava pelo casamento gay porque ele era contra o casamento, porque via a homossexualidade como uma força rebelde, anti-establishment.
Piva, contudo, nem sempre foi anticomunista ou crítico de movimentos identitários. Na verdade, no início do período de redemocratização do Brasil, em fins dos anos 1970, ele chegou a se apresentar publicamente como "comunista" e até mesmo como ativista da causa gay, em debates promovidos pela Universidade de São Paulo, além de escrever colaborações para o jornal revolucionário Versus (durante o ano de 1978) e o periódico gay Lampião da Esquina. Menos de uma década depois, ele faria um esforço para se dissociar desta fase, chegando inclusive a retirar de republicações das suas obras, poemas onde se declara homossexual.
O poeta morreu em 2010, de insuficiência renal (ou de câncer de próstata, segundo outras fontes). Em 2023, toda sua a obra poética foi reunida pela primeira vez num único livro, Morda Meu Coração na Esquina, lançado pela Companhia das Letras. D'Elia considera que mesmo o fato de agora ter sido publicado por uma grande editora, não retira de Piva o status de autor maldito. "Ele só reclamaria de uma homenagem se ela fosse brega", ela conclui.

## Obra
Publicado primeiramente na Antologia dos Novíssimos (São Paulo: Massao Ohno, 1961), Roberto Piva logo se destacaria como uma das vozes mais originais da poesia paulistana com a publicação de Paranóia, em 1963. Adepto do surrealismo e influenciado pela geração beat, Piva escreve a cidade de São Paulo com um olhar altamente erotizado, acompanhado pela experiência com narcóticos e alucinógenos. Exemplo disso é o conhecido poema "Praça da República dos meus Sonhos":
A estátua de Álvares de Azevedo é devorada com paciência pela paisagem de morfina
a praça leva pontes aplicadas no centro de seu corpo e crianças brincando na tarde de esterco
Praça da República dos meus sonhos
onde tudo se faz febre e pombas crucificadas
onde beatificados vêm agitar as massas
onde Garcia Lorca espera seu dentista
onde conquistamos a imensa desolação dos dias mais doces (...) 
Em 1976, Piva foi incluído na antologia 26 Poetas Hoje, de Heloísa Buarque de Hollanda. Em 2005, a Editora Globo deu início à publicação das obras reunidas do poeta, organizadas por Alcir Pécora, que também organizou, para a mesma editora, a publicação das obras reunidas de Hilda Hilst.
A poesia de Roberto Piva também é conhecida por uma forte presença de homoerotismo.

### Influências
Roberto Piva frequentemente é classificado como um "poeta maldito" e, de fato, sua poesia evoca muitos poetas que são tradicionalmente considerados malditos, citando-os nominalmente grande parte das vezes. É o caso de Álvares de Azevedo, Antonin Artaud, Arthur Rimbaud, Marquês de Sade, Pier Paolo Pasolini, entre outros. Jorge de Lima também está presente na dicção de Piva, que dedicou a ele o poema "Jorge de Lima, panfletário do Caos", do livro Paranóia. Há ainda a explícita influência de Murilo Mendes. Sobre ele, Piva diz em seus versos "mestre Murilo Mendes tua poesia são os sapatos de abóboras que eu calço nestes dias de verão". O ponto de ligação que há entre os dois é o tom surrealista que ambos assumem em seus poemas. Por fim, o filósofo paulista Vicente Ferreira da Silva exerceu influência metafísica e religiosa em Piva.
Assim, já no contexto das escolas literárias, a obra de Piva evoca experiências do Romantismo, Simbolismo, Surrealismo e da Geração Beat. Figura ao lado de Claudio Willer e Sergio Lima como um dos únicos poetas brasileiros resenhados pela revista francesa La Bréche - Action Surrealisté, dirigida por André Breton, em sua quinta edição, de fevereiro de 1965. Roberto Piva também é um grande leitor de literatura italiana, especialmente da obra de Dante Alighieri, que estudou com profundidade entre 1959 e 1961 num curso com o Edoardo Bizzarri, então Adido Cultural da Itália, no Instituto Cultural Ítalo-Brasileiro.
Poetas mais canônicos, como Fernando Pessoa, Federico Garcia Lorca e Walt Whitman também influenciaram o poeta.
Embora, muitas vezes classificada a sua poesia como Poesia marginal, por ter sido incluído na antologia 26 Poetas Hoje, o poeta não teve experiências como as da chamada Geração mimeógrafo, utilizando meios "marginais" de divulgação.
Em seus livros mais recentes, é grande a presença do xamanismo.

## Livros do autor
Plaquete
- Ode a Fernando Pessoa (Massao Ohno, 1961).

Livros de poesia
- Paranóia (Massao Ohno, 1963).
- Piazzas (Massao Ohno, 1964).
- Abra os olhos e diga ah! (Massao Ohno, 1975).
- Coxas (Feira de Poesia, 1979).
- 20 Poemas com Brócoli, (Massao Ohno, 1981).
- Quizumba (Global, 1983).
- Ciclones (Nankin, 1997).

Antologias
- Antologia Poética (L&PM, 1985).
- Um Estrangeiro na Legião: obras reunidas, volume 1 (Globo, 2005).
- Mala na Mão & Asas Pretas: obras reunidas, volume 2 (Globo, 2006).
- Estranhos Sinais de Saturno: obras reunidas, volume 3 (Globo, 2008).
- Roberto Piva: antologia postal  (Azougue, 2016).